# Удзі (Кіото)

У́джі (яп. 宇治市, うじし, МФА: [ud͡ʑi ɕi]?) — місто в Японії, в префектурі Кіото. Розташоване в південній частині префектури, на березі річки Уджі.   Виникло на основі середньовічного портово містечка. Отримало статус міста 1951 року. Площа становить 67,55 км². Станом на 1 жовтня 2017 року населення складало 182 921  осіб, густота населення — 2710 осіб/км².   Традиційні ремесла — виробництво японського порошкового чаю. В місті розташовані буддистський монастир Бьодо — пам'ятка культури стародавнього Кіото і об'єкт Світової спадщини ЮНЕСКО в Японії. 

## Історія
23 квітня 1180 року, в ході війни самурайських родів Тайра й Мінамото, відбулася перша битва при Уджі. У ній війська Тайри но Томоморі та Тайри но Шіґехіри вщент розбили сили Мінамото но Йорімаса. 19 лютого 1184 року на берегах річки Уджі сталася друга битва, в якій зійшлися Мінамото но Йошіцуне та Мінамото но Йошінака. Вона закінчилася перемогою першого.
1486 року Уджі стало одним з центрів повстання місцевої знаті провінції Ямашіро. Ця знать сформувала самоврядний союз, який захищав свої землі від урядових військ протягом 7 років.
Уджі отримало статус міста 1 березня 1951 року.

## Освіта
- Кампус Кіотського університету.

## Міста-побратими
- Нувара-Елія, Шрі-Ланка (1986)
- Камлупс, Канада (1990)